# Orin de Waard
Orin de Waard (Den Helder, 4 december 1983) is een Curaçaos voormalig voetballer die als aanvaller speelde. Hij kwam uit voor verschillende amateurclubs in Nederland en speelde twee interlands voor het Curaçaos voetbalelftal.

## Carrière
De Waard speelde gedurende zijn carrière in het Nederlands voetbal als amateur in de hoofdklasse en topklasse. Hij speelde van 2007 tot en met 2008 bij Achilles '29, daarna voor JVC Cuijk en vervolgens voor De Treffers en FC Lienden. Vanaf 2012 voetbalde hij op een wat lager niveau, bij DIO '30, HCSC en SV DFS, waar hij in 2017 zijn carrière afsloot.
In 2011 werd hij geselecteerd voor het Curaçaos voetbalelftal. Hij debuteerde op 3 september tegen Antigua en Barbuda en hij scoorde in zijn tweede wedstrijd zijn eerste internationale doelpunt tegen Haïti.